# Dalang, Shenzhen
Dalang (kinesiska: 大浪) är ett stadsdelsdistrikt i staden Shenzhen i provinsen Guangdong i sydöstra Kina. Det ligger i stadsdistriktet Longhua. Antalet invånare vid folkräkningen 2020 var 468 510.